# Kalifornia
Kalifornia és una pel·lícula estatunidenca de Dominic Sena estrenada l'any 1993. Ha estat doblada al català.

## Argument
Brian i Carrie, dos estudiants apassionats preparen una obra sobre els assassins en sèrie i marxen a investigar llocs de crims. Durant el seu periple, coneixen Early i la seva amiga Adele. Ràpidament l'autèntica naturalesa d'Early emergeix, violenta i brutal, i influeix la consciència de Brian, cada cop més "fascinat" per Early. Carrie veu el seu marit enfonsar-se en una bogeria portada per Early. Intenta raonar-ho, però l'infern ja és a sobre d'ells.

## Repartiment
- Brad Pitt: Early Grayce
- Juliette Lewis: Adele Corners
- David Duchovny: Brian Kessler
- Michelle Forbes: Carrie Laughlin
- Sierra Pecheur: Mme Musgrave
- John Dullaghan: Mr. Musgrave
- John Zarchen: Peter
- David Rosa: Eric

## Acollida
El film va ser un fracàs comercial, informant aproximadament 2.395.000 $ al box-office a Amèrica del Nord per un pressupost de 9 milions $.
Va tenir una acollida critica més aviat favorable, recollint un 67 % de critiques positives, amb una nota mitjana de 6,2/10 i sobre la base de 24 critiques recollides, en el lloc Rotten Tomatoes.

## Premis i nominacions

### Premis
- Premi FIPRESCI i millor contribució artística al Festival Internacional de Cinema de Mont-real 1993
- Festival internacional de cinema de Tessalònica 1993: millor guió

### Nominacions
- Premi Saturn al millor film de terror, a la millor actriu (Michelle Forbes) i al millor guió l'any 1994

## Critica
- "Omple de força i ritme"[5]
- "Sorprenent i dura combinació de thriller i road movie (...) Sense recórrer a efectismes ni gratuïtats, Senna elabora una reflexió sobre la violència i de la seva possible fascinació"[6]